# Lipocarpha atra
Lipocarpha atra är en halvgräsart som beskrevs av Henry Nicholas Ridley. Lipocarpha atra ingår i släktet Lipocarpha och familjen halvgräs. Inga underarter finns listade i Catalogue of Life.